# Nymphaea marliacea
Nymphaea marliacea är en näckrosväxtart som beskrevs av Hort. Latour-marliac. Nymphaea marliacea ingår i släktet vita näckrosor, och familjen näckrosväxter. Inga underarter finns listade i Catalogue of Life.